# Basto
Jef Martens (n. 8 ianuarie 1975, Hoogstraten, Flandra, Belgia), cunoscut mai mult după numele de scenă Basto, este un muzician și DJ belgian specializat în muzică electro house.

## Single-uri

### Ca artist principal
| An   | Single                                     | Topuri   | Topuri   | Topuri | Topuri | Topuri | Topuri | Album                |
| An   | Single                                     | BEL (Vl) | BEL (Wa) | CZE    | FRA    | NED    | SUI    | Album                |
| ---- | ------------------------------------------ | -------- | -------- | ------ | ------ | ------ | ------ | -------------------- |
| 2005 | "Rock With You"                            | 24       | 22       | —      | —      | 37     | —      | Single-uri non-album |
| 2007 | "Another Place" (with Prom*)               | —        | —        | —      | —      | —      | —      | Single-uri non-album |
| 2008 | "Kiss Yourself" (with I-Fan)               | —        | —        | —      | —      | —      | —      | Single-uri non-album |
| 2008 | "Savior" (with I-Fan)                      | —        | —        | —      | —      | —      | —      | Single-uri non-album |
| 2008 | "Out There" (with John Dahlbäck)           | 56       | —        | —      | —      | —      | —      | Single-uri non-album |
| 2008 | "On My Own" (with Peter Luts)              | 31       | —        | —      | —      | 75     | —      | Single-uri non-album |
| 2010 | "Your Fire"                                | —        | —        | —      | —      | —      | —      | Single-uri non-album |
| 2010 | "When Love Calls" (with Nicky Romero)      | —        | —        | —      | —      | —      | —      | Single-uri non-album |
| 2010 | "SpaceCake"                                | —        | —        | —      | —      | —      | —      | Single-uri non-album |
| 2011 | "Gregory's Theme"                          | 12       | 50       | 36     | —      | 47     | —      | Single-uri non-album |
| 2011 | "Again and Again"                          | 86       | 22       | 52     | 18     | 42     | 22     | Single-uri non-album |
| 2012 | "CloudBreaker" (vs. Yves V)                | 25       | 27       | —      | 22     | 29     | —      | Single-uri non-album |
| 2012 | "I Rave You (Give It to Me)"               | 83       | 46       | 45     | 29     | 96     | —      | Single-uri non-album |
| 2012 | "Bonny"                                    | —        | —        | —      | —      | —      | —      | Single-uri non-album |
| 2013 | "StormChaser"                              | 32       | —        | —      | 41     | —      | —      | Single-uri non-album |
| 2013 | "Dance With Me"                            | —        | —        | —      | 161    | —      | —      | Single-uri non-album |
| 2014 | "Keep On Rocking"                          | —        | —        | —      | —      | —      | —      | Single-uri non-album |
| 2014 | "Electric Stars" (featuring Maruja Retana) | —        | —        | —      | —      | —      | —      | Single-uri non-album |

#### Ca artist secundar
| "212" (Azealia Banks featuring Lazy Jay)                    | 2011 | 68 | 17 | 34 | 7 | 17 | 12 | 12 | 1991 |
| "—" denotes single that did not chart, or was not released. |      |    |    |    |   |    |    |    |      |

### Remixuri
- Keane – Bend and Break (Basto Remix)  (2013)
- Flo Rida – Wild Ones (featuring Sia) (Basto Remix) (2012)
- Lil Jon – Drink (featuring LMFAO) (Lazy Jay Remix) (2012)
- Starkillers & Nadia Ali – Keep It Coming (Basto Remix) (2012)
- Chic Flowerz – Gypsy Woman (Basto Remix) (2012)
- The Wanted – Warzone (Basto Remix) (2012)
- Adrian Lux – Alive (featuring The Good Natured) (Basto Remix) (2011)
- Moby – The Day (Basto Remix) (2011)
- Kylie Minogue – Put Your Hands Up (Basto Remix) (2011)
- Ian Van Dahl – Just A Girl (Basto Remix) (2011)
- Sander Van Doorn – Love Is Darkness (featuring Carol Lee) (Basto Remix) (2011)
- Lasgo – Hold Me Now (Basto Remix) (2011)
- Angellisa – Hard to Breathe (Lazy Jay Remix) (2010)
- AnnaGrace – Love Keeps Calling (Basto Remix) (2010)